# Округ Лин (Мисури)
Округ Лин (енгл. Linn County) је округ у америчкој савезној држави Мисури.

## Демографија
По попису из 2010. године број становника је 12.761, што је 993 (-7,2%) становника мање него 2000. године.
| Група             | 2000.          | 2010.          |
| Белци             | 13.406 (97,5%) | 12.297 (96,4%) |
| Афроамериканци    | 82 (0,6%)      | 86 (0,7%)      |
| Азијати           | 19 (0,1%)      | 27 (0,2%)      |
| Хиспаноамериканци | 104 (0,8%)     | 193 (1,5%)     |
| Укупно            | 13.754         | 12.761         |